# Anne-Marie
Anne-Marie Rose Nicholson (Essex, 7 de abril de 1991) é uma cantora e compositora inglesa. Ela obteve cinco singles na UK Singles Chart. "Rockabye", de Clean Bandit, que, além dela, conta com a participação de Sean Paul, alcançou o número 1; "Rumour Mill", de Rudimental, com Will Heard, alcançou o número 67; "Do It Right" alcançou o número 90; "Alarm" alcançou o número 16; "Ciao Adios" alcançou o número 10; "Heavy" alcançou o número 37 e "Then" o número 87. Em 17 de outubro de 2016, "Alarm" havia atingido 100 milhões de streams no Spotify. Seu álbum de estreia, Speak Your Mind, foi lançado em 27 de abril de 2018 pela Major Tom's e Asylum.

## Biografia
Anne-Marie nasceu em Stanford-le-Hope em Essex, em 7 de abril de 1991, com o nome de Anne-Marie Rose Nicholson. Seu pai nasceu na Irlanda e sua mãe é de Essex. Quando era criança, participou de duas produções do teatro West End – Os Miseráveis, quando tinha seis anos e Whistle Down the Wind, ao lado de uma jovem Jessie J, quando tinha 12 anos.
Além disso, Nicholson pratica shotokan desde os nove anos; ganhou um Ouro Duplo no Campeonato Mundial da Funakoshi Shotokan Karate Association de 2002, um Ouro e uma Prata no Campeonato Mundial da Funakoshi Shotokan Karate Association de 2007 e um Ouro no Campeonato Nacional da Federação de Caratê Tradicional do Reino Unido. Ela acredita que tudo isso é fruto de sua "disciplina e foco – basicamente tudo o que eu preciso para esta carreira", mas diz que não tem tempo para praticar com frequência, devido às limitações de suas turnês. Ela também frequentou o Palmer's College em Thurrock quando adolescente.

### Vida pessoal
Em 2018, Anne-Marie revelou que é atraída por homens e mulheres, mas que não se identifica com o rótulo bissexual. Ela disse: "Eu sinto que sou atraída por quem eu gosto".
Anne-Marie é uma das poucas celebridades que ajudaram a espalhar a teoria da conspiração nas mídias sociais de que a tecnologia de telecomunicações 5G é responsável pela disseminação do vírus COVID-19.

## Carreira

### 2013–2015: Início de carreira e Karate

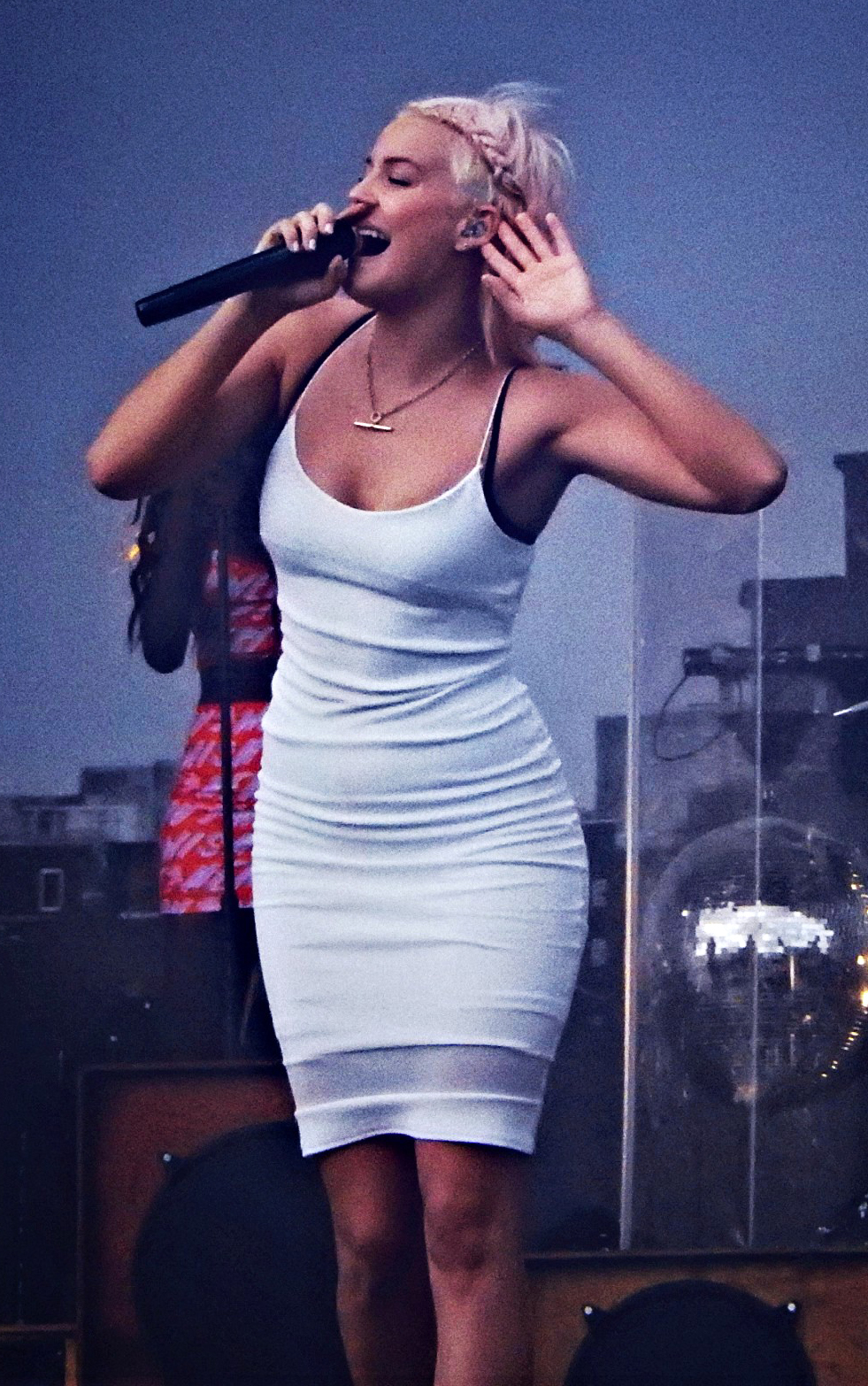
Anne-Marie se apresentando em 2014

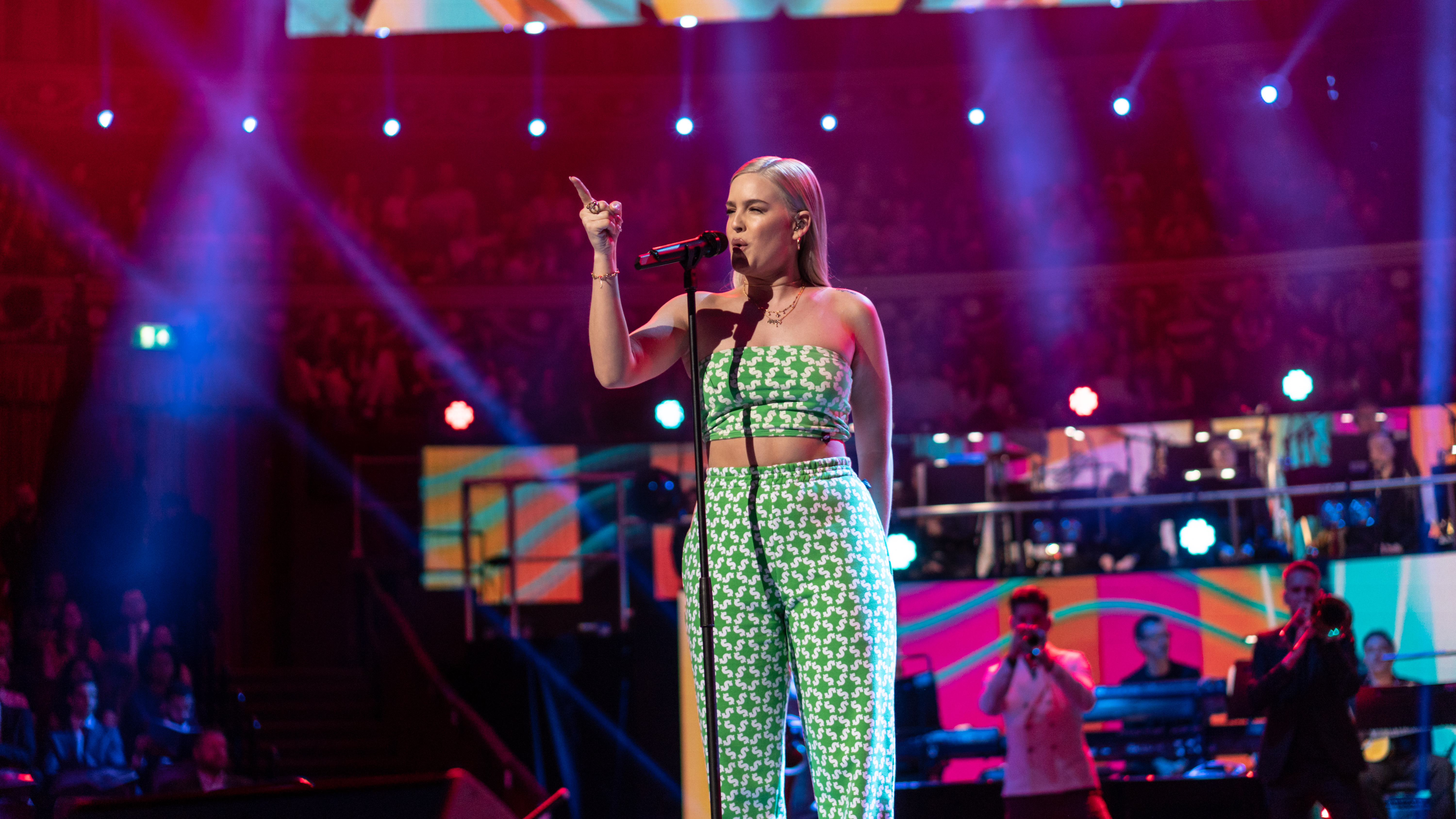
Anne-Marie se apresentando na festa de 92º aniversário da Rainha Elizabeth II em 2018

Anne-Marie gravou uma demo solo para a Rocket Records, em 2013, chamada "Summer Girl". Sua carreira solo foi reduzida para que ela pudesse se desenvolver como artista; nesse ínterim, ela participou de músicas de Magnetic Man, Gorgon City e Raised by Wolves, o que chamou a atenção de Rudimental; uma das vocalistas havia deixado a banda, então, eles convidaram Anne-Marie para substituí-la. Ela participou de quatro músicas do álbum We the Generation, em que duas tiveram a co-participação de Dizzee Rascal e Will Heard; a última, "Rumour Mill", alcançou o número 67 na UK Singles Chart. Ela passou dois anos em turnê ao lado deles.
Em 10 de junho de 2015, Anne-Marie lançou seu primeiro EP, Karate, que foi lançado com o selo Major Tom's; dois singles foram lançados, "Karate" e "Gemini", o que levou Anne-Marie a fazer suas primeiras performances como uma artista solo. Em novembro de 2015, ela lançou "Do It Right", que alcançou o número 90 na UK Singles Chart e anunciou que um álbum completo seria lançado no mesmo ano, e que o título de trabalho seria "Breathing Fire".

### 2016–2018: Speak Your Mind
Em 20 de maio de 2016, lançou o primeiro single do seu álbum de estreia, "Alarm" passou uma semana na posição 76, antes de subir para o número 16 e foi certificado de platina no Reino Unido. Em outubro de 2016, foi confirmado que Anne-Marie se apresentaria na trigésima quinta edição do Eurosonic Noorderslag, em Groningen, na Holanda.
Em outubro de 2016, o Clean Bandit lançou a sua música "Rockabye", que tem a participação de Anne-Marie e Sean Paul. Ela passou nove semanas consecutivas no número 1 e ganhou o cobiçado número 1 de natal.
Em 2017, ela lançou a música "Ciao Adios", que ela previamente apresentou ao vivo no KOKO, em 28 de novembro de 2016. O single tornou-se um hit top 10 na UK Singles Chart, ficando no número nove e ganhando certificado de platina pela BPI. O próximo single de Anne-Marie foi uma colaboração com duo britânico de música eletrônica Snakehips em "Either Way", que também contava com Joey Badass.
A britânica também esteve presente na faixa "Remember I Told You" ao lado de Nick Jonas e Mike Posner.
No dia 22 de setembro de 2017, lançou seu novo single, intitulado "Heavy", que faz parte do seu primeiro álbum solo. No dia 13 de dezembro, Marie fez uma postagem misteriosa em sua conta oficial no Facebook, com um vídeo sem som com uma foto sua ao fundo e com as inicias do seu nome (sua marca registrada em todas as capas dos seus singles), anunciando que iria lançar uma melodia em especial para os seus fãs, como um presente de natal. Dois dias depois, no dia 15 de dezembro, eis que Marie revela sua surpresa de natal para seus fãs, lançando assim então "Then".
No dia 4 de fevereiro de 2018, Marie postou em seu Facebook que iria fazer uma transmissão ao vivo em especial. Naquela mesma noite, ela fez a transmissão ao vivo em seu Facebook, onde na legenda dizia "#FriendsDay #LiveWithFriends marshmello", minutos depois, o DJ norte-americano Marshmello também fez uma transmissão ao vivo em seu Facebook, com a legenda "Hi Friend! Anne-Marie", em resposta a live de Anne, segundos depois foi revelada na tela de um computador uma imagem escrita "FRIENDS" e um trecho da música tocando ao fundo, três dias depois foi anunciada a pré-ordem da faixa. "FRIENDS" foi lançada no dia 9 de fevereiro de 2018 e foi o primeiro top cinco de sucesso de Anne-Marie no Reino Unido como artista principal.
Em 21 de fevereiro de 2018, Anne-Marie anunciou em suas redes sociais que o seu tão aguardado álbum de estúdio de estreia finalmente seria lançado. A tracklist de Speak Your Mind foi revelada no dia 23 de fevereiro, juntamente com a sua data de lançamento, dia 27 de abril de 2018. Antes do lançamento de seu álbum, Anne-Marie lançou o single "2002" em 20 de abril, em resposta à constante insistência de Ed Sheeran, o co-criador da música. Em julho de 2018, Anne-Marie apareceu em uma música de David Guetta intitulada "Don't Leave Me Alone", que atingiu o pico 18 na UK Singles chart. Em novembro de 2018, Anne-Marie e James Arthur gravou " Rewrite the Stars" de The Greatest Showman para a regravação de sua trilha sonora, The Greatest Showman: Reimagined.

### 2019-presente: Segundo álbum de estúdio
Em uma entrevista de março de 2019 para a Music Week, Anne-Marie forneceu informações sobre seu próximo álbum de estúdio, declarando "“Eu amo o estúdio. Pude entrar lá e fazer algum tipo de terapia com meu próprio cérebro por uma semana e isso vai para o próximo álbum”. Ela ainda comentou que "o primeiro álbum foi feito de tantas canções que as pessoas ouviam há anos e isso é incrível. Mas para mim, como uma pessoa criativa, estou escrevendo algo novo o tempo todo e tudo o que quero fazer é colocar Não foi assim que aconteceu com o álbum [de estreia], então, para o próximo, espero ser mais ativo na escrita e lançar algo que seja novo e que ninguém ouviu antes." Anne-Marie participou do single "Fuck, I'm Lonely" do cantor americano Lauv para a trilha sonora de 13 Reasons Why: Season 3. O single foi lançado em 1º de agosto de 2019. Anne-Marie lançou a música "Birthday" como a forma single seu próximo segundo álbum de estúdio em 7 de Fevereiro 2020. No Dia das Mães, "Her" foi lançado como o segundo single de seu próximo álbum de estúdio. O terceiro single, "To Be Young", foi lançado em 17 de julho de 2020, com a participação da rapper americana Doja Cat.

## Discografia
- Speak Your Mind (2018)
- Therapy (2021)

## Turnês

### Como artista principal
- Anne-Marie Live (2016)
- Turnê 2018 pelo Reino Unido e Europa (2018)[41]
- Speak Your Mind Tour (2018-2019)[42]

### Ato de abertura
- ÷ Tour (Ed Sheeran) (parte europeia-americana) (2017-2018)[43]

## Prêmios e nomeações
| Ano  | Prêmio                   | Trabalho                   | Categoria                                  | Resultado |
| ---- | ------------------------ | -------------------------- | ------------------------------------------ | --------- |
| 2016 | MTV Europe Music Awards  | ela mesma                  | Melhor Artista Push                        | Nomeada   |
| 2016 | MOBO Awards              | ela mesma                  | Melhor Estreante                           | Nomeada   |
| 2017 | Brit Awards              | ela mesma                  | Escolha da Crítica                         | Nomeada   |
| 2017 | Brit Awards              | ela mesma                  | Artista Britânico Descoberto               | Nomeada   |
| 2017 | Brit Awards              | "Rockabye"                 | Videoclipe Britânico                       | Eliminado |
| 2018 | Brit Awards              | "Ciao Adios"               | Vídeo do Ano                               | Eliminado |
| 2018 | Brit Awards              | ela mesma                  | Artista Britânico                          | Eliminado |
| 2018 | IHeartRadio Music Awards | "Rockabye"                 | Canção de Dança do Ano                     | Eliminado |
| 2018 | IHeartRadio Music Awards | "Rockabye"                 | Melhor Faixa Global                        | Venceu    |
| 2018 | WDM Radio Awards         | ela mesma                  | Melhor Vocalista Eletrônico                | Eliminada |
| 2018 | Billboard Music Award    | "Rockabye"                 | Top Dance/Canção Eletrônica                | Nomeada   |
| 2018 | Teen Choice Awards       | "Friends" (com Marshmello) | Música de Escolha: Dance/Canção Eletrônica | Nomeada   |